# Meryta
Meryta is een geslacht uit de klimopfamilie (Araliaceae). De soorten zijn kleine harsachtige bomen die voorkomen op eilanden in de (sub)tropische delen van de westelijke en zuidelijke Grote Oceaan.

## Soorten
- Meryta angustifolia (Endl.) Seem.
- Meryta balansae Baill.
- Meryta brachypoda Harms
- Meryta choristantha Harms
- Meryta coriacea Baill.
- Meryta denhamii Seem.
- Meryta drakeana Nadeaud
- Meryta lanceolata J.R.Forst. & G.Forst.
- Meryta latifolia (Endl.) Seem.
- Meryta lucida J.W.Moore
- Meryta macrophylla (W.Rich ex A.Gray) Seem.
- Meryta malietoa P.A.Cox
- Meryta mauruensis Nadeaud
- Meryta neoebudica (Guillaumin) Harms
- Meryta oxylaena Baill.
- Meryta pachycarpa Baill.
- Meryta pandanicarpa Guillaumin
- Meryta pastoralis F.Tronchet & Lowry
- Meryta pauciflora Hemsl. ex Cheeseman
- Meryta puruhi Butaud, J.Florence, Lowry & F.Tronchet
- Meryta raiateensis J.W.Moore
- Meryta rivularis Lowry
- Meryta salicifolia J.W.Moore
- Meryta schizolaena Baill.
- Meryta senfftiana Volkens
- Meryta sinclairii (Hook.f.) Seem.
- Meryta sonchifolia (Linden) Linden & André
- Meryta tenuifolia A.C.Sm.